# Poblado Curva
Poblado Curva är en ort i Mexiko.   Den ligger i kommunen Tenejapa och delstaten Chiapas, i den sydöstra delen av landet, 800 km öster om huvudstaden Mexico City. Poblado Curva ligger 1 605 meter över havet och antalet invånare är 222.
Terrängen runt Poblado Curva är huvudsakligen kuperad, men österut är den bergig. Runt Poblado Curva är det tätbefolkat, med 319 invånare per kvadratkilometer. Närmaste större samhälle är Pantelhó, 15,3 km norr om Poblado Curva. I omgivningarna runt Poblado Curva växer i huvudsak städsegrön lövskog.